# Rastrococcus expeditionis
Rastrococcus expeditionis är en insektsart som beskrevs av Williams 1989. Rastrococcus expeditionis ingår i släktet Rastrococcus och familjen ullsköldlöss. Inga underarter finns listade i Catalogue of Life.